# Silver Stars FC
Der Silver Stars Football Club (birmanisch ဆဲလ်ဗားစတား ဘောလုံးအသင်းေ), auch als Silver Stars bekannt, ist ein myanmarischer Fußballverein aus Rangun. Der Verein spielt in der zweithöchsten Liga des Landes.

## Stadion
Der Verein trägt seine Heimspiele im Salin Stadium oder im Padonmar Stadium in Rangun aus. Das Salin Stadium hat ein Fassungsvermögen von 3000 Zuschauern. Die Sportstätte Padonmar Stadium hat ein Fassungsvermögen von 8000 Zuschauern. Eigentümer der Stadien ist das Ministry of Sport.
- Koordinaten Salin Stadium: 16° 48′ 45,7″ N, 96° 7′ 30,6″ O
- Koordinaten Padonmar Stadium: 16° 48′ 10,7″ N, 96° 8′ 6,5″ O

## Saisonplatzierung
| Saison | Liga  | Liga  | Liga             | Liga             | Liga             | Liga             | Liga             | Liga             | Liga             |
| Saison | Liga  | Level | Spiele           | S                | U                | N                | Tore             | Punkte           | Position         |
| ------ | ----- | ----- | ---------------- | ---------------- | ---------------- | ---------------- | ---------------- | ---------------- | ---------------- |
| 2014   | MNL-2 | 2     | 16               | 2                | 0                | 14               | 8:46             | 6                | 10.              |
| 2015   | MNL-2 | 2     | 18               | 1                | 6                | 11               | 15:74            | 9                | 9.               |
| 2016   | MNL-2 | 2     | 22               | 3                | 1                | 18               | 26:75            | 10               | 12.              |
| 2017   | MNL-2 | 2     | 18               | 2                | 1                | 15               | 8:60             | 7                | 10.              |
| 2018   | MNL-2 | 2     | 12               | 2                | 5                | 5                | 24:32            | 11               | 6.               |
| 2019   | MNL-2 | 2     | 14               | 3                | 0                | 11               | 17:49            | 9                | 7.               |
| 2020   | MNL-2 | 2     | 7                | 1                | 2                | 4                | 13:17            | 5                | 6.               |
| 2021   | MNL-2 | 2     | Keine Austragung | Keine Austragung | Keine Austragung | Keine Austragung | Keine Austragung | Keine Austragung | Keine Austragung |
| 2022   | MNL-2 | 2     | Keine Teilnahme  | Keine Teilnahme  | Keine Teilnahme  | Keine Teilnahme  | Keine Teilnahme  | Keine Teilnahme  | Keine Teilnahme  |
| 2023   | MNL-2 | 2     | 18               | 5                | 1                | 12               | 20:49            | 16               | 7.               |